# Dominik Glavina
Dominik Glavina (Čakovec, 6. prosinca 1992.) hrvatski je nogometaš koji trenutačno igra za austrijski SV Neuberg. Igra desnom nogom. Brat je hrvatskog nogometaša Denisa Glavine. Dominik Glavina je igrao za hrvatske mlade reprezentacije. S Varaždinom se natjecao u Europskoj ligi. Bio je strijelac u Europskoj ligi u utakmici protiv protiv Andoraca. Postigao je treći gol. U srpnju 2016. je Glavina potpisao za slovenski Rudar. Siječnja 2018. rumunjski prvoligaš Univesitatea iz Craiove zainteresirao se za Glavinu i uskoro je realiziran prijelaz.
 Dio trojca Hrvata (stoper Renato Kelić, desni bek Ivan Martić i napadač Dominik Glavina) zaslužnih za prvi trofej Univesitatee nakon 27 godina, nakon dvostruke krune u sezoni 1990,/91., pobjedom u završnici rumunjskog kupa protiv Hermannstadta s 2:0.

## Vanjske poveznice
- Sportnet  Arhivirana inačica izvorne stranice od 4. lipnja 2014. (Wayback Machine)
- Profil, Hrvatski nogometni savez
- Nogometni magazin
- Soccerway (engl.)
- Football Lineups (engl.)
- Football Database (engl.)